# 1945年イギリス総選挙
1945年イギリス総選挙（1945ねんイギリスそうせんきょ、英語: 1945 United Kingdom general election）は、1945年7月5日にイギリスで行われた議会（庶民院）議員の総選挙である。

## 概要
1900年選挙、1918年選挙と並ぶカーキ選挙である。これら2つの選挙と比較した場合、戦時中の指導者を有した政党が敗北したという点で、他のカーキ選挙と一線を画す。
議員の任期は5年であるが、任期満了前に解散されることが多い。しかし今回は、前回行われた1935年の総選挙後に、第二次世界大戦が勃発したため、任期が延長されていた。
第二次世界大戦後、初めて行われた総選挙で、1935年に前回総選挙が行われて以来、10年ぶりの総選挙となった。大戦を勝利に導いたチャーチル首相への支持率が高く、保守党優位が伝えられていたが、福祉の充実を訴えた労働党が予想に反して勝利を収める結果となり、初めて労働党が庶民院において単独過半数の議席を獲得する事になった。同時に労働党党首クレメント・アトリーは初めて労働党単独内閣を組閣する事になった。
なお、7月の総選挙は本選挙より79年後の2024年総選挙まで執行されなかった。

## 選挙データ

### 内閣
- 選挙前：第1次チャーチル改造内閣（第61代）
  - 首相：ウィンストン・チャーチル（保守党党首）
  - 与党：保守党（選挙管理内閣）
- 選挙後：アトリー内閣（第62代）
  - 首相：クレメント・アトリー（労働党党首）
  - 与党：労働党

### 解散日
- 1945年6月15日[1]

### 投票日
- 1945年7月5日

### 改選数
- 640（25）
  - 小選挙区　：598
  - 中選挙区　：030
  - 大学選挙区：012

### 選挙制度
- 単純小選挙区制：598
- 中選挙区制　　：015
  - 2人区：015
- 大学選挙区　　：007[注 2]
  - 単純小選挙区制：03
  - 単記移譲式投票：04
    - 2人区：03
    - 3人区：01

#### 投票方法
秘密投票、単記投票、1票制

#### 選挙権
- 小選挙区・中選挙区

21歳以上のイギリス国籍を有する男女、および英連邦市民、アイルランド共和国市民で一定の欠格要件（刑務所に服役中など）に該当しない市民で、居住地域の自治体で選挙人登録をした者。
- 大学選挙区

選挙権を有する大学卒業者。

#### 被選挙権
- 小選挙区・中選挙区

21歳以上のイギリス国籍を有する男女、および英連邦市民、アイルランド共和国市民で一定の欠格要件（刑務所に服役中など）に該当しない市民で、居住地域の自治体で選挙人登録をした者。
- 大学選挙区

被選挙権を有する大学卒業者。

#### 有権者数
33,240,391

## 選挙活動

### 党派別立候補者数
| 党派 | 党派                             | 党首                             | 候補者 | 解散前 |
| ---- | -------------------------------- | -------------------------------- | ------ | ------ |
|      | 保守党                           | ウィンストン・チャーチル         | 559    | 386    |
|      | 労働党                           | クレメント・アトリー             | 603    | 154    |
|      | 国民自由党                       | アーネスト・ブラウン             | 49     | 33     |
|      | 自由党                           | アーチボルド・シンクレア         | 306    | 21     |
|      | 独立労働党                       | ボブ・エドワーズ                 | 5      | 2      |
|      | アイルランド国民党               | ジェームズ・マクスパラン         | 3      | 2      |
|      | グレートブリテン共産党           | ハリー・ポリット                 | 21     | 1      |
|      | 連邦党                           | C・A・スミス                     | 23     | 0      |
|      | スコットランド国民党             | ダグラス・ヤング                 | 8      | 0      |
|      | プライド・カムリ                 | アビ・ウィリアムズ               | 7      | 0      |
|      | 民主党                           | ノーマン・リース・ヘイ＝クラーク | 5      | 0      |
|      | 連邦労働党                       | ハリー・ミズリー                 | 1      | 0      |
|      | リバプール・プロテスタント       | H・D・ロングボトム               | 1      | 0      |
|      | キリスト教平和主義者             |                                  | 1      | 0      |
|      | 農民党                           |                                  | 1      | 0      |
|      | グレートブリテン社会党           |                                  | 1      | 0      |
|      | 統一社会主義運動                 | ガイ・アルドレッド               | 1      | 0      |
|      | 無所属（スコットランド国民党系） | －                               | 13     | 2      |
|      | 無所属（国民自由党系）           | －                               | 10     | 1      |
|      | 無所属（労働党系）               | －                               | 7      | 2      |
|      | 無所属（進歩主義者）             | －                               | 7      | 0      |
|      | 無所属（保守党系）               | －                               | 6      | 0      |
|      | 無所属（民族主義者）             | －                               | 4      | 0      |
|      | 無所属（自由党系）               | －                               | 3      | 0      |
|      | 無所属                           | －                               | 38     | 5      |
| 総計 | 総計                             | 総計                             | 1,683  | 615    |

## 選挙結果

### 党派別獲得議席
|                                                       |                                  |                          |                          |            |        |        |
| 党派                                                  | 党派                             | 獲得 議席                | 増減                     | 得票数     | 得票率 | 解散時 |
|                                                       | 労働党                           | 393                      | 149                      | 11,557,821 | 48.01% | 154    |
|                                                       | 保守党                           | 197                      | 189                      | 8,716,211  | 36.21% | 386    |
|                                                       | 自由党                           | 12                       | 009                      | 2,177,938  | 9.05%  | 21     |
|                                                       | 国民自由党                       | 11                       | 022                      | 686,652    | 2.85%  | 33     |
|                                                       | 無所属                           | 8                        | 006                      | 133,191    | 0.55%  | 38     |
|                                                       | 無所属（国民自由党系）           | 2                        | 001                      | 130,513    | 0.54%  | 1      |
|                                                       | 連邦党                           | 1                        | 001                      | 110,634    | 0.46%  | 0      |
|                                                       | グレートブリテン共産党           | 2                        | 001                      | 97,945     | 0.41%  | 1      |
|                                                       | アイルランド国民党               | 2                        | 増減なし                 | 92,819     | 0.39%  | 2      |
|                                                       | 無所属（スコットランド国民党系） | 2                        | 増減なし                 | 65,171     | 0.27%  | 2      |
|                                                       | 無所属（労働党系）               | 2                        | 増減なし                 | 63,135     | 0.26%  | 2      |
|                                                       | 無所属（保守党系）               | 2                        | 002                      | 57,823     | 0.24%  | 0      |
|                                                       | 独立労働党                       | 3                        | 001                      | 46,769     | 0.19%  | 2      |
|                                                       | 無所属（進歩主義者）             | 1                        | 001                      | 45,967     | 0.19%  | 0      |
|                                                       | 無所属（自由党系）               | 2                        | 002                      | 30,450     | 0.13%  | 0      |
|                                                       | スコットランド国民党             | 0                        | 増減なし                 | 26,707     | 0.11%  | 0      |
|                                                       | プライド・カムリ                 | 0                        | 増減なし                 | 16,017     | 0.07%  | 0      |
|                                                       | 連邦労働党                       | 0                        | 増減なし                 | 14,096     | 0.06%  | 0      |
|                                                       | 無所属（民族主義者）             | 0                        | 増減なし                 | 5,430      | 0.02%  | 0      |
|                                                       | リバプール・プロテスタント       | 0                        | 増減なし                 | 2,601      | 0.01%  | 0      |
|                                                       | キリスト教平和主義者             | 0                        | 増減なし                 | 2,381      | 0.01%  | 0      |
|                                                       | 民主党                           | 0                        | 増減なし                 | 1,809      | 0.01%  | 0      |
|                                                       | 農民党                           | 0                        | 増減なし                 | 1,068      | 0.00%  | 0      |
|                                                       | グレートブリテン社会党           | 0                        | 増減なし                 | 472        | 0.00%  | 0      |
|                                                       | 統一社会主義運動                 | 0                        | 増減なし                 | 300        | 0.00%  | 0      |
| 総計                                                  | 総計                             | 640                      | 025                      | 24,073,025 | 100.0% | 615    |
| 有効投票数（有効率）                                  | 有効投票数（有効率）             | 有効投票数（有効率）     | 有効投票数（有効率）     | 24,073,025 |        | －     |
| 無効票・白票数（無効率）                              | 無効票・白票数（無効率）         | 無効票・白票数（無効率） | 無効票・白票数（無効率） |            |        | －     |
| 投票者数（投票率）                                    | 投票者数（投票率）               | 投票者数（投票率）       | 投票者数（投票率）       |            | 72.8%  | －     |
| 棄権者数（棄権率）                                    | 棄権者数（棄権率）               | 棄権者数（棄権率）       | 棄権者数（棄権率）       |            | 17.2%  | －     |
| 無投票区・有権者数                                    | 無投票区・有権者数               | 無投票区・有権者数       | 無投票区・有権者数       | 129,729    | －     | －     |
| 有権者数                                              | 有権者数                         | 有権者数                 | 有権者数                 | 33,240,391 | 100.0% | －     |
| 出典：Archived 2012年1月30日, at the Wayback Machine. |                                  |                          |                          |            |        |        |